# پولیانو میلانزه
پولیانو میلانزه (به ایتالیایی: Pogliano Milanese) یک کومونه در ایتالیا است که در استان میلان واقع شده‌است. پولیانو میلانزه ۴٫۷ کیلومتر مربع مساحت و ۸٬۲۱۴ نفر جمعیت دارد و ۱۲۷ متر بالاتر از سطح دریا واقع شده‌است.